# Daytona 500
La Daytona 500 è una gara automobilistica che si tiene annualmente al Daytona International Speedway di Daytona Beach, in Florida, ed è parte delle NASCAR Cup Series. È la prima delle due gare annuali che si svolgono nelle Cup Series su questo circuito (la seconda è la Coke Zero Sugar 400) La si svolge su una distanza di 200 giri per un totale di 500 miglia (805 km) e la sua prima edizione si è svolta nel 1959 (in occasione dell'inaugurazione del tracciato ovale) e dal 1982 costituisce la gara iniziale delle Cup Series.
Nonostante i punti attribuiti per la classifica piloti siano uguali rispetto alle altre gare delle Cup Series, la Daytona 500 è la gara più prestigiosa e ambita di tutta la stagione, con il montepremi più elevato. La gara è inoltre un vero evento televisivo: nel periodo tra il 1995 e il 2020, la Daytona 500 ha visto un numero di telespettatori maggiore rispetto all'altra gara famosa statunitense la Indianapolis 500 (delle IndyCar Series): il record di telespettatori si è avuto nell'edizione 2006, quando la gara è stata vista da 20 milioni di persone. Negli ultimi anni, tuttavia, quest'ultima ha scavalcato a livello di telespettatori la Daytona 500.
La Daytona 500 è l'evento conclusivo delle Daytona Speedweeks, ovvero una serie di eventi che hanno tutti luogo attorno al tracciato di Daytona Beach e che fungono da traino alla gara. Quest'ultima è conosciuta anche come "The Great American Race" o anche come il "Super Bowl delle Stock Car Racing".
Fin dalla sua nascita, la Daytona 500 si è sempre tenuta in un fine settimana della seconda metà di febbraio. Dal 1971 al 2011, e poi nuovamente nel 2018, l'evento si è tenuto in concomitanza con il Presidents' Day (la terza domenica di febbraio); dal 2022 si svolge lo stesso giorno del NBA All-Star Game e una settimana prima del Super Bowl. In otto occasioni, la gara si è svolta il giorno di San Valentino.
A partire dal 1997, il vincitore della Daytona 500 sfila nella cosiddetta Victory Lane con il trofeo della gara, l'Harley J. Earl Trophy e l'auto vincente rimane esposta per un anno, in perfette condizioni di gara, presso il museo adiacente alla pista, il Daytona 500 Experience.

## Le origini
La Daytona 500 succede direttamente dalle gare, percorse su distanze più brevi, organizzate nel Daytona Beach Road Course, che si correvano in parte sulla sabbia e in parte sulla strada vicino alla spiaggia. Nelle prime edizioni queste gare venivano percorse su 200 miglia (320 km). Per la prima volta vengono percorse 500 miglia (805 km) soltanto con la prima edizione della Daytona 500 nell'appena costruito Daytona International Speedway. Al momento della sua nascita, la Daytona 500 era la seconda ad essere percorsa su questa distanza, data la precedente creazione della Southern 500. Tuttavia, il nome di Daytona 500 prende piede soltanto a partire dall'edizione 1961.
Il circuito del Daytona International Speedway è un ovale D-shaped lungo 2,5 miglia (4 km), quindi per percorrere 500 miglia sono necessari 200 giri. Dal 1959 al 2016 si considerava il risultato della gara ufficiale quando veniva percorsa almeno 100 giri sui 200 previsti. Dal 2017 al 2019, dopo l'introduzione delle stages, il risultato diventa ufficiale quando si completa la Stage 2 ovvero al giro 120. Nel 2020 vi è stata una revisione di questa regola, che ad oggi considera ufficiale il risultato quando si verifica in alternativa una delle due ipotesi precedenti. In tutta la sua storia, la Daytona 500 è stata interrotta quattro volte per pioggia (1965, 1966, 2003 e 2009) ed una volta per mancanza di illuminazione dovuta alla crisi energetica del 1974. Dopo l'introduzione della regola dell'overtime (con il sistema della green-white-checkered finish rule), la gara ha superato le 500 miglia in dieci occasioni (2005, 2006, 2007, 2010, 2011, 2012, 2015, 2018, 2019, 2020 e 2023); nel 2010, 2011 e 2020 sono stati necessari due tentativi di ripartenza per concludere l'overtime. L'edizione 2023 risulta ad oggi la più lunga edizione della Daytona 500 mai percorsa: i piloti hanno effettuato in totale 212 giri, per un totale di 530 miglia.

## Qualifiche
Per la Daytona 500, le procedure di qualifica sono del tutto particolari rispetto alle altre gare delle NASCAR Cup Series tenendo conto, comunque, che in qualsiasi gara del circuito NASCAR si effettua una partenza lanciata su due file.
Il martedì precedente la gara viene estratto a sorte l'ordine di qualifica e il mercoledì ogni pilota (nell'ordine estratto il giorno prima) compie un giro di qualifica secco. Quando tutti i piloti iscritti alla gara hanno completato il giro, i migliori due tempi determinano la Top 2 per la Daytona 500.
Le altre posizioni vengono determinate dai Duels, che si svolgono il giorno successivo e che sostanzialmente sono due gare separate sulla distanza di 150 miglia, disputate sempre presso il circuito di Daytona. Nel Duel 1 e nel Duel 2 in pole position partono i due piloti che hanno ottenuto la Top 2 nel giro di qualifica e l'ordine di partenza dei piloti viene determinato sulla base dei risultati della qualifica: i piloti che hanno concluso la qualifica in posizione "dispari" (primo, terzo, quinto, ecc...) vengono inseriti nel Duel 1; quelli in posizione "pari" (secondo, quarto, sesto, ecc...) nel Duel 2. L'ordine di arrivo di entrambi i Duel determina quindi la posizione di ogni pilota nella griglia di partenza della Daytona 500: l'ordine finale del Duel 1 determina le posizioni in griglia dei piloti che si posizioneranno nella fila interna; il risultato finale del Duel 2 la fila esterna. Naturalmente le due posizioni già determinate il mercoledì sono bloccate.
La Daytona 500 riserva 36 posti sui 40 disponibili per i cosiddetti chartered teams, ovvero per quelle squadre che hanno in possesso una licenza NASCAR e sono obbligate a schierare almeno una delle loro macchine per ogni gara del campionato. Gli altri 4 posti sono dunque riservati ad auto di squadre non-chartered, ovvero senza licenza e che corrono soltanto alcune gare del campionato (essenzialmente perché in possesso di un budget più basso). Due di questi 4 posti sono presi dalle auto di squadre non-chartered che hanno ottenuto il miglior tempo nelle qualifiche su giro singolo del mercoledì. Gli altri 2 posti rimanenti per completare la griglia della Daytona 500 sono determinati dal risultato dei Duel: sia nel Duel 1 che nel Duel 2 il miglior pilota non-chartered meglio classificato ottiene la qualifica; se questo si è già qualificato per aver ottenuto il miglior tempo come Top 2, il posto viene preso dal secondo meglio classificato nello stesso Duel. Nell'edizione 2024 la NASCAR ha reso disponibile a 42 auto di partecipare alle qualifiche della Daytona 500; ciò ha comportato che due di queste non hanno ottenuto la qualifica e non hanno potuto partecipare alla gara.

## Harley J. Earl Trophy
L'Harley J. Earl Trophy è il trofeo che viene assegnato al vincitore della Daytona 500. Questo trofeo è stato intitolato così perché Harley Earl per tanti anni è stato uno dei commissioner più importanti della NASCAR e perciò è stato nominato the father così nominato anche perché è stato "il padre della Corvette" (pace-car ufficiale della Daytona 500).
Il trofeo è anche conservato presso il museo Daytona 500 Experience, adiacente al Daytona International Speedway. Il trofeo è alto circa 4 piedi e largo 5 e alla base è raffigurato un tri-ovale che raffigura il Daytona International Speedway.
Invece i vincitore della Daytona 500 fino all 1997 ricevono l'Harley Earl Award.
A partire dal 1998, per celebrare la 40ª edizione, i singoli vincitori della Daytona 500 sono stati presentati con una miniatura dell'Harley J. Earl Trophy, che fu ricreato da John Liba uno scultore da Omaha, Nebraska.

### Pole position alla Daytona 500
- 4 pole position

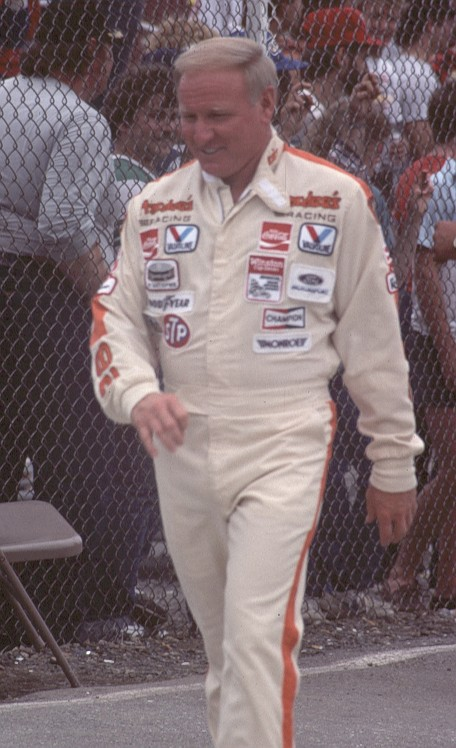
Cale Yarborough, 4 volte poleman della Daytona 500 (1968, 1970, 1978, 1984)

  - Buddy Baker (1969, 1973, 1979, 1980)[11]
  - Cale Yarborough (1968, 1970, 1978, 1984)[11]
  - Bill Elliott (1985, 1986, 1987, 2001)[11]
- 3 pole position
  - Fireball Roberts (1961, 1962, 1963)[11]
  - Ken Schrader (1988, 1989, 1990)[11]
  - Dale Jarrett (1995, 2000, 2005[12]
- 2 pole position
  - Donnie Allison (1975, 1977)[11]
  - Jimmie Johnson (2002, 2008)[12]
  - Jeff Gordon (1999, 2015)

### Pole position consecutive alla Daytona 500

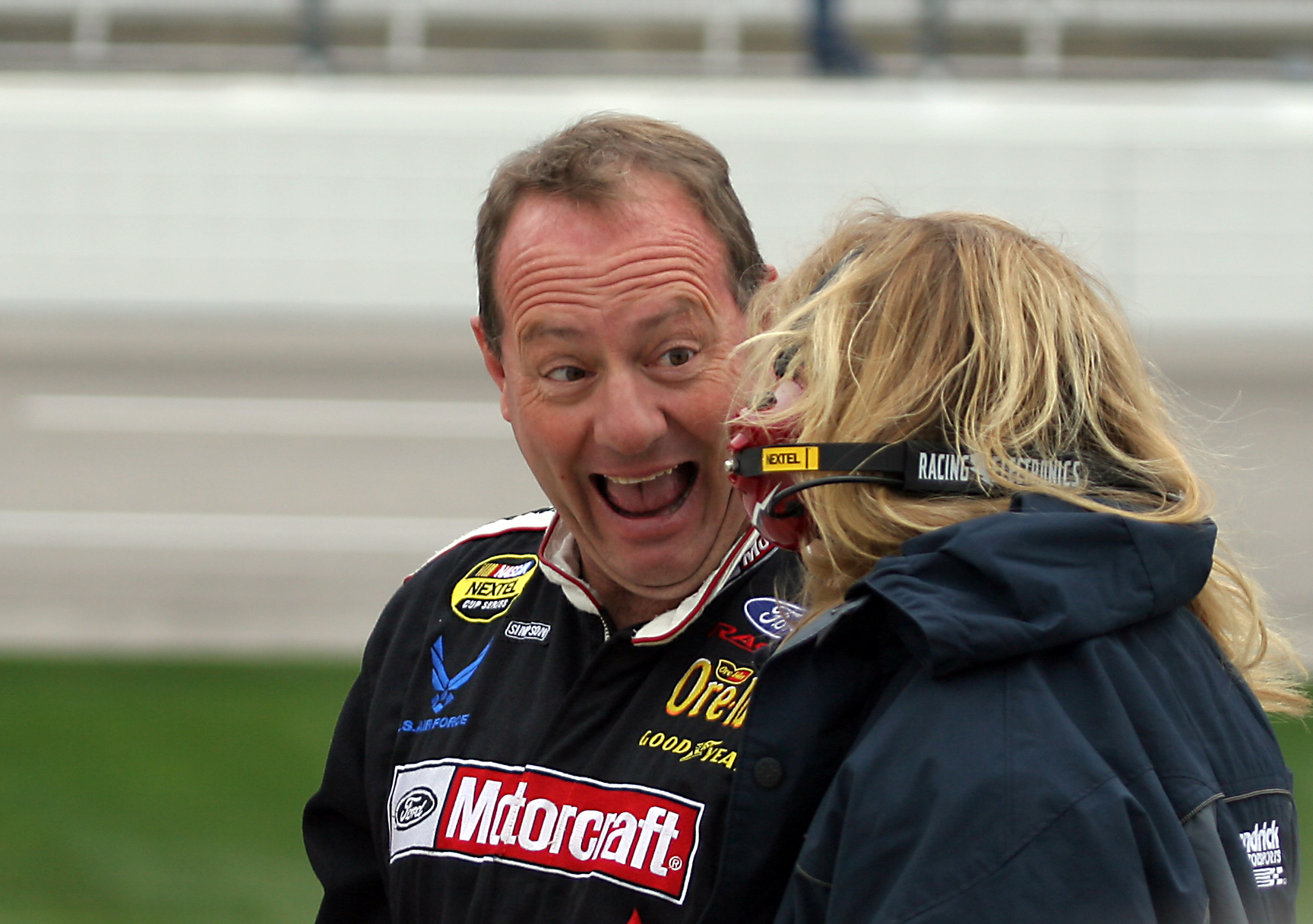
Ken Schrader, per tre volte consecutive vincitore della gara partendo dalla Pole Position (1988–1990)

- 3 consecutive
  - Fireball Roberts (1961-1963)[11]
  - Bill Elliott (1985, 1986, 1987)
  - Ken Schrader (1988, 1989, 1990)
- 2 consecutive
  - Buddy Baker (1979, 1980)

### Pole position alla Daytona 500 dei membri della stessa famiglia
- Bobby Allison (1981), Donnie Allison (1975, 1977) (fratello di Bobby), e Davey Allison (1991) (figlio di Bobby)
- Dale Earnhardt (1996) (padre) and Dale Earnhardt Jr. (2011) (figlio)
- Richard Petty (1966) (padre) and Kyle Petty (1993) (figlio)

### Vincitori alla Daytona 500 partendo dalla pole position
- 1962 Fireball Roberts[11]
- 1966 Richard Petty[11]
- 1968 Cale Yarborough[11]
- 1980 Buddy Baker[11]
- 1984 Cale Yarborough[11]
- 1985 Bill Elliott[11]
- 1987 Bill Elliott[11]
- 1999 Jeff Gordon[11]
- 2000 Dale Jarrett[11]

## Albo d'oro
Nota: Per i vincitore della NASCAR Grand National Series a Daytona dal 1949 al 1958, si veda Daytona Beach & Road Course.
Fonti: Racing Reference; Jayski's Silly Season Site
| Anno | Data           | N. | Pilota              | Team                        | Vettura    | Distanza | Distanza | Tempo di gara | Media   | Resoconto |
| Anno | Data           | N. | Pilota              | Team                        | Vettura    | Giri     | Miglia   | Tempo di gara | Media   | Resoconto |
| ---- | -------------- | -- | ------------------- | --------------------------- | ---------- | -------- | -------- | ------------- | ------- | --------- |
| 1959 | 22 febbraio    | 42 | Lee Petty           | Petty Enterprises           | Oldsmobile | 200      | 500      | 3:41:22       | 135.521 | Resoconto |
| 1960 | 24 febbraio    | 27 | Junior Johnson      | John Masoni                 | Chevrolet  | 200      | 500      | 4:00:30       | 124.740 | Resoconto |
| 1961 | 26 febbraio    | 20 | Marvin Panch        | Smokey Yunick               | Pontiac    | 200      | 500      | 3:20:32       | 149.601 | Resoconto |
| 1962 | 18 febbraio    | 22 | Fireball Roberts    | Jim Stephens                | Pontiac    | 200      | 500      | 3:10:41       | 157.329 | Resoconto |
| 1963 | 24 febbraio    | 21 | Tiny Lund           | Wood Brothers Racing        | Ford       | 200      | 500      | 3:17:56       | 151.566 | Resoconto |
| 1964 | 23 febbraio    | 43 | Richard Petty       | Petty Enterprises           | Plymouth   | 200      | 500      | 3:14:23       | 154.334 | Resoconto |
| 1965 | 14 febbraio    | 28 | Fred Lorenzen       | Holman Moody                | Ford       | 133      | 332.5    | 2:22:56       | 141.539 | Resoconto |
| 1966 | 27 febbraio    | 43 | Richard Petty       | Petty Enterprises           | Plymouth   | 198      | 495      | 3:04:54       | 160.927 | Resoconto |
| 1967 | 26 febbraio    | 11 | Mario Andretti      | Holman Moody                | Ford       | 200      | 500      | 3:24:11       | 146.926 | Resoconto |
| 1968 | 25 febbraio    | 21 | Cale Yarborough     | Wood Brothers Racing        | Mercury    | 200      | 500      | 3:23:44       | 143.251 | Resoconto |
| 1969 | 23 febbraio    | 98 | Leeroy Yarbrough    | Junior Johnson & Associates | Ford       | 200      | 500      | 3:09:56       | 157.950 | Resoconto |
| 1970 | 22 febbraio    | 40 | Pete Hamilton       | Petty Enterprises           | Plymouth   | 200      | 500      | 3:20:32       | 149.601 | Resoconto |
| 1971 | 14 febbraio    | 43 | Richard Petty       | Petty Enterprises           | Plymouth   | 200      | 500      | 3:27:40       | 144.462 | Resoconto |
| 1972 | 20 febbraio    | 21 | A.J. Foyt           | Wood Brothers Racing        | Mercury    | 200      | 500      | 3:05:42       | 161.550 | Resoconto |
| 1973 | 18 febbraio    | 43 | Richard Petty       | Petty Enterprises           | Dodge      | 200      | 500      | 3:10:50       | 157.205 | Resoconto |
| 1974 | 17 febbraio    | 43 | Richard Petty       | Petty Enterprises           | Dodge      | 180      | 450      | 3:11:38       | 140.894 | Resoconto |
| 1975 | 18 febbraio    | 72 | Benny Parsons       | L.G. DeWitt                 | Chevrolet  | 200      | 500      | 3:15:15       | 153.649 | Resoconto |
| 1976 | 15 febbraio    | 21 | David Pearson       | Wood Brothers Racing        | Mercury    | 200      | 500      | 3:17:08       | 152.181 | Resoconto |
| 1977 | 20 febbraio    | 11 | Cale Yarborough     | Junior Johnson & Associates | Chevrolet  | 200      | 500      | 3:15:48       | 153.218 | Resoconto |
| 1978 | 19 febbraio    | 15 | Bobby Allison       | Bud Moore Engineering       | Ford       | 200      | 500      | 3:07:49       | 159.730 | Resoconto |
| 1979 | 18 febbraio    | 43 | Richard Petty       | Petty Enterprises           | Oldsmobile | 200      | 500      | 3:28:22       | 143.977 | Resoconto |
| 1980 | 17 febbraio    | 28 | Buddy Baker         | Ranier-Lundy                | Oldsmobile | 200      | 500      | 2:48:55       | 177.602 | Resoconto |
| 1981 | 15 febbraio    | 43 | Richard Petty       | Petty Enterprises           | Buick      | 200      | 500      | 2:56:50       | 169.651 | Resoconto |
| 1982 | 14 febbraio    | 88 | Bobby Allison       | DiGard Motorsports          | Buick      | 200      | 500      | 3:14:49       | 153.991 | Resoconto |
| 1983 | 20 febbraio    | 28 | Cale Yarborough     | Ranier-Lundy                | Pontiac    | 200      | 500      | 3:12:20       | 155.979 | Resoconto |
| 1984 | 19 febbraio    | 28 | Cale Yarborough     | Ranier-Lundy                | Chevrolet  | 200      | 500      | 3:18:41       | 150.994 | Resoconto |
| 1985 | 17 febbraio    | 9  | Bill Elliott        | Melling Racing              | Ford       | 200      | 500      | 2:54:09       | 172.265 | Resoconto |
| 1986 | 16 febbraio    | 5  | Geoff Bodine        | Hendrick Motorsports        | Chevrolet  | 200      | 500      | 3:22:32       | 148.124 | Resoconto |
| 1987 | 15 febbraio    | 9  | Bill Elliott        | Melling Racing              | Ford       | 200      | 500      | 2:50:12       | 176.263 | Resoconto |
| 1988 | 14 febbraio    | 12 | Bobby Allison       | Stavola Brothers Racing     | Buick      | 200      | 500      | 3:38:08       | 137.531 | Resoconto |
| 1989 | 19 febbraio    | 17 | Darrell Waltrip     | Hendrick Motorsports        | Chevrolet  | 200      | 500      | 3:22:04       | 148.466 | Resoconto |
| 1990 | 18 febbraio    | 10 | Derrike Cope        | Bob Whitcomb Racing         | Chevrolet  | 200      | 500      | 3:00:59       | 165.761 | Resoconto |
| 1991 | 17 febbraio    | 4  | Ernie Irvan         | Morgan-McClure Motorsports  | Chevrolet  | 200      | 500      | 3:22:30       | 148.148 | Resoconto |
| 1992 | 16 febbraio    | 28 | Davey Allison       | Robert Yates Racing         | Ford       | 200      | 500      | 3:07:12       | 160.256 | Resoconto |
| 1993 | 14 febbraio    | 18 | Dale Jarrett        | Joe Gibbs Racing            | Chevrolet  | 200      | 500      | 3:13:35       | 154.972 | Resoconto |
| 1994 | 20 febbraio    | 4  | Sterling Marlin     | Morgan-McClure Motorsports  | Chevrolet  | 200      | 500      | 3:11:10       | 156.931 | Resoconto |
| 1995 | 19 febbraio    | 4  | Sterling Marlin     | Morgan-McClure Motorsports  | Chevrolet  | 200      | 500      | 3:31:42       | 141.710 | Resoconto |
| 1996 | 18 febbraio    | 88 | Dale Jarrett        | Robert Yates Racing         | Ford       | 200      | 500      | 3:14:25       | 154.308 | Resoconto |
| 1997 | 16 febbraio    | 24 | Jeff Gordon         | Hendrick Motorsports        | Chevrolet  | 200      | 500      | 3:22:18       | 148.295 | Resoconto |
| 1998 | 15 febbraio    | 3  | Dale Earnhardt      | Richard Childress Racing    | Chevrolet  | 200      | 500      | 2:53:42       | 172.712 | Resoconto |
| 1999 | 14 febbraio    | 24 | Jeff Gordon         | Hendrick Motorsports        | Chevrolet  | 200      | 500      | 3:05:42       | 161.551 | Resoconto |
| 2000 | 20 febbraio    | 88 | Dale Jarrett        | Robert Yates Racing         | Ford       | 200      | 500      | 3:12:43       | 155.669 | Resoconto |
| 2001 | 18 febbraio    | 15 | Michael Waltrip     | Dale Earnhardt, Inc.        | Chevrolet  | 200      | 500      | 3:05:26       | 161.783 | Resoconto |
| 2002 | 17 febbraio    | 22 | Ward Burton         | Bill Davis Racing           | Dodge      | 200      | 500      | 3:29:50       | 130.810 | Resoconto |
| 2003 | 16 febbraio    | 15 | Michael Waltrip     | Dale Earnhardt, Inc.        | Chevrolet  | 109      | 272.5    | 2:02:08       | 133.870 | Resoconto |
| 2004 | 15 febbraio    | 8  | Dale Earnhardt Jr.  | Dale Earnhardt, Inc.        | Chevrolet  | 200      | 500      | 3:11:53       | 156.341 | Resoconto |
| 2005 | 20 febbraio    | 24 | Jeff Gordon         | Hendrick Motorsports        | Chevrolet  | 203      | 507.5    | 3:45:16       | 135.173 | Resoconto |
| 2006 | 19 febbraio    | 48 | Jimmie Johnson      | Hendrick Motorsports        | Chevrolet  | 203      | 507.5    | 3:33:26       | 142.667 | Resoconto |
| 2007 | 18 febbraio    | 29 | Kevin Harvick       | Richard Childress Racing    | Chevrolet  | 202      | 505      | 3:22:55       | 149.333 | Resoconto |
| 2008 | 17 febbraio    | 12 | Ryan Newman         | Penske Racing               | Dodge      | 200      | 500      | 3:16:30       | 152.672 | Resoconto |
| 2009 | 15 febbraio    | 17 | Matt Kenseth        | Roush Fenway Racing         | Ford       | 152      | 380      | 2:51:40       | 132.816 | Resoconto |
| 2010 | 14 febbraio    | 1  | Jamie McMurray      | Earnhardt Ganassi Racing    | Chevrolet  | 208      | 520      | 3:47:16       | 137.284 | Resoconto |
| 2011 | 20 febbraio    | 21 | Trevor Bayne        | Wood Brothers Racing        | Ford       | 208      | 520      | 3:59:24       | 130.326 | Resoconto |
| 2012 | 27-28 febbraio | 17 | Matt Kenseth        | Roush Fenway Racing         | Ford       | 202      | 505      | 3:36:02       | 140.256 | Resoconto |
| 2013 | 24 febbraio    | 48 | Jimmie Johnson      | Hendrick Motorsports        | Chevrolet  | 200      | 500      | 3:08:23       | 159.250 | Resoconto |
| 2014 | 23 febbraio    | 88 | Dale Earnhardt Jr.  | Hendrick Motorsports        | Chevrolet  | 200      | 500      | 3:26:29       | 145.290 | Resoconto |
| 2015 | 22 febbraio    | 22 | Joey Logano         | Stewart-Haas Racing         | Ford       | 203      | 507.5    | 3:08:02       | 161.939 | Resoconto |
| 2016 | 21 febbraio    | 11 | Denny Hamlin        | Joe Gibbs Racing            | Toyota     | 200      | 500      | 3:10:25       | 157.549 | Resoconto |
| 2017 | 26 febbraio    | 41 | Kurt Busch          | Stewart-Haas Racing         | Ford       | 200      | 500      | 3:29:31       | 143.187 | Resoconto |
| 2018 | 18 febbraio    | 3  | Austin Dillon       | Richard Childress Racing    | Chevrolet  | 207      | 517.5    | 3:26:15       | 150.545 | Resoconto |
| 2019 | 17 febbraio    | 11 | Denny Hamlin        | Joe Gibbs Racing            | Toyota     | 207      | 517.5    | 3:44:55       | 137.440 | Resoconto |
| 2020 | 16-17 febbraio | 11 | Denny Hamlin        | Joe Gibbs Racing            | Toyota     | 209      | 522.5    | 3:42:10       | 141.11  | Resoconto |
| 2021 | 14-15 febbraio | 34 | Michael McDowell    | Front Row Motorsports       | Ford       | 200      | 500      | 3:27:44       | 144.416 | Resoconto |
| 2022 | 20 febbraio    | 2  | Austin Cindric      | Team Penske                 | Ford       | 201      | 502.5    | 3:31:53       | 142.295 | Resoconto |
| 2023 | 19 febbraio    | 47 | Ricky Stenhouse Jr. | JTG Daugherty Racing        | Chevrolet  | 212      | 530      | 3:38:53       | 145.283 | Resoconto |
| 2024 | 19 febbraio    | 24 | William Byron       | Hendrick Motorsports        | Chevrolet  | 200      | 500      | 3:10:52       | 157.178 | Resoconto |
| 2025 | 16 febbraio    | 24 | William Byron       | Hendrick Motorsports        | Chevrolet  | 201      | 502.5    | 3:53:26       | 129.159 | Resoconto |

### Plurivincitori (piloti)
| Numero vittorie | Pilota              | Edizioni                                 |
| --------------- | ------------------- | ---------------------------------------- |
| 7               | Richard Petty       | 1964, 1966, 1971, 1973, 1974, 1979, 1981 |
| 4               | Cale Yarborough     | 1968, 1977, 1983, 1984                   |
| 3               | Bobby Allison       | 1978, 1982, 1988                         |
| 3               | Dale Jarrett        | 1993, 1996, 2000                         |
| 3               | Jeff Gordon         | 1997, 1999, 2005                         |
| 3               | Denny Hamlin        | 2016, 2019, 2020                         |
| 2               | Bill Elliott        | 1985, 1987                               |
| 2               | Sterling Marlin     | 1994, 1995                               |
| 2               | Michael Waltrip     | 2001, 2003                               |
| 2               | Matt Kenseth        | 2009, 2012                               |
| 2               | Jimmie Johnson      | 2006, 2013                               |
| 2               | Dale Earnhardt, Jr. | 2004, 2014                               |

### Plurivincitori (team)
| N° vittorie | Squadra                     | Anni                                                 |
| ----------- | --------------------------- | ---------------------------------------------------- |
| 9           | Petty Enterprises           | 1959, 1964, 1966, 1970, 1971, 1973, 1974, 1979, 1981 |
| 9           | Hendrick Motorsports        | 1986, 1989, 1997, 1999, 2005, 2006, 2013, 2014, 2024 |
| 5           | Wood Brothers Racing        | 1963, 1968, 1972, 1976, 2011                         |
| 4           | Joe Gibbs Racing            | 1993, 2016, 2019, 2020                               |
| 3           | Ranier-Lundy                | 1980, 1983, 1984                                     |
| 3           | Morgan-McClure Motorsports  | 1991, 1994, 1995                                     |
| 3           | Robert Yates Racing         | 1992, 1996, 2000                                     |
| 3           | Richard Childress Racing    | 1998, 2007, 2018                                     |
| 3           | Dale Earnhardt, Inc.        | 2001, 2003, 2004                                     |
| 2           | Holman-Moody                | 1965, 1967                                           |
| 2           | Junior Johnson & Associates | 1969, 1977                                           |
| 2           | Melling Racing              | 1985, 1987                                           |
| 2           | RFK Racing                  | 2009, 2012                                           |
| 2           | Team Penske                 | 2008, 2015                                           |

### Plurivincitori (costruttori)
| N° vittorie | Costruttori | Anni |
| ----------- | ----------- | --- |
| 26          | Chevrolet   | 1960, 1975, 1977, 1984, 1986, 1989, 1990, 1991, 1993, 1994, 1995, 1997, 1998, 1999, 2001, 2003, 2004, 2005, 2006, 2007, 2010, 2013, 2014, 2018, 2023, 2024 |
| 17          | Ford        | 1963, 1965, 1967, 1969, 1978, 1985, 1987, 1992, 1996, 2000, 2009, 2011, 2012, 2015, 2017, 2021, 2022                                                       |
| 4           | Plymouth    | 1964, 1966, 1970, 1971 |
| 4           | Dodge       | 1973, 1974, 2002, 2008 |
| 3           | Mercury     | 1968, 1972, 1976 |
| 3           | Oldsmobile  | 1959, 1979, 1980 |
| 3           | Pontiac     | 1961, 1962, 1983 |
| 3           | Buick       | 1981, 1982, 1988 |
| 3           | Toyota      | 2016, 2019, 2020 |